# Devuan
Devuan — форк дистрибутива Debian, появившийся в 2014 году с целью отказа от systemd в пользу иных систем инициализации: sysvinit, runit и OpenRC. Название проекта пришло от словослияния Debian и VUA (Veteran Unix Admins), изначально обсуждалась версия названия systemd-free fork Debian.

## История
Версия Debian 8 Jessie вызвала популярность среди некоторых разработчиков и пользователей Debian из-за принятия проекта systemd в качестве замены init по умолчанию. Первая стабильная версия Devuan была опубликована 25 мая 2017 года.
Devuan имеет собственный репозиторий пакетов, отражающий его предварительную разработку, с локальными изменениями, вносимыми при необходимости для других систем инициализации, отличных от systemd.  Модифицированные пакеты включают в себя policykit и udisks, которые работают аналогично таковым в Debian и не предоставляют systemd в своих репозиториях, но сохраняют libsystemd0 до тех пор, пока не будут удалены все зависимости от него.
Образы Devuan также доступны для Raspberry Pi и для других одноплатных компьютеров.
Вместо продолжения практики Debian, которая использует имена персонажей Toy Story в качестве кодовых имён выпуска, Devuan склоняет свои имена версий с использованием имён планет. Стабильная версия имеет кодовое имя Debian 8 Jessie. Тем не менее, версия Devuan названа в честь малой планеты 10464. Вторая версия, которая в настоящее время находится в стадии разработки, был названа как ASCII для малой планеты 3568, а постоянная имя для нестабильной ветви Devuan — Ceres, названная в честь карликовой планеты.
Первая бета-версия Devuan 2.0 ASCII была выпущена в середине февраля 2018 года. После этого был выпущен новый релиз-кандидат в версии 2.0.0.
Следующая версия — Devuan Beowulf 3.1.0, вышедшая 13 февраля 2021 года —  переведена в статус «oldoldstable» (старая стабильная).
Версия Devuan Chimaera 4.0, вышедшая 14 октября 2021 года — переведена в статус «oldstable» (устаревшая стабильная).
Актуальной версией Devuan является Devuan Daedalus 5.0, которая вышла 14 августа 2023 года.
| Версия | Дата выпуска | Основан на           | Состояние             | Примечания           |
| --- | ------------ | -------------------- | --------------------- | -------------------- |
| Devuan 1.0.0 (jessie)                                                                                           | 2017-05-25   | Debian 8 "Jessie"    | Устаревшая            | Примечания к выпуску |
| Devuan 2.0.0 (ASCII)                                                                                            | 2018-06-09   | Debian 9 "Stretch"   | Устаревшая            | Примечания к выпуску |
| Devuan 2.1.0 (ASCII)                                                                                            | 2019-11-27   | Debian 9 "Stretch"   | Устаревшая            | Примечания к выпуску |
| Devuan 3.0.0 (Beowulf)                                                                                          | 2020-06-02   | Debian 10 "Buster"   | Устаревшая            | Примечания к выпуску |
| Devuan 3.1.0 (Beowulf)                                                                                          | 2021-02-15   | Debian 10 "Buster"   | Старая стабильная     | Примечания к выпуску |
| Devuan 4.0.0 (Chimaera)                                                                                         | 2021-10-14   | Debian 11 "Bullseye" | Устаревшая стабильная | Примечания к выпуску |
| Devuan 5.0.0 (Daedalus)                                                                                         | 2023-08-15   | Debian 12 "Bookworm" | Актуальная            | Примечания к выпуску |
| Devuan 6.0.0 (Excalibur)                                                                                        | Неизвестно   | Debian 13 "Trixie"   | Неизвестно            | Неизвестно           |
| Devuan 7.0.0 (Freia)                                                                                            | Неизвестно   | Debian 14 "Forky"    | Неизвестно            | Неизвестно           |
| Легенда:Старая версия, не поддерживаетсяСтарая поддерживаемая версияТекущая версияТестовая версияБудущая версия |              |                      |                       |                      |